# Un cadeau précieux
Pour plus de détails, voir Fiche technique et Distribution.
Un cadeau précieux (Драгоценный подарок, Dragotsenny podarok) est un film soviétique réalisé par Alexandre Rou, sorti en 1956.

## Fiche technique
- Titre original : Драгоценный подарок
- Titre français : Un cadeau précieux[1]
- Réalisation : Alexandre Rou
- Scénario : Alexandre Filimonov
- Photographie : Dmitri Sourenski, Konstantin Aroutiounov
- Musique : Anatoli Lepine
- Pays d'origine : URSS
- Format : Couleurs - 35 mm - Mono
- Genre : comédie
- Durée : 79 minutes
- Date de sortie : 1956

## Distribution
- Vladimir Volodine : Karp Sidorenko
- Galina Stepanova : Evdokia Sidorenko
- Lilia Lazoukova : Macha Sidorenko
- Alexandre Lebedev : Petia Sidorenko
- Lev Fritchinski : Sacha Vatrouchkine
- Maria Mironova : Leokadia Mikhaïlovna
- Mikhaïl Kouznetsov : Piotr Sperantov
- Vera Orlova : Tamara Sperantova
- Rina Zelionaïa : Nastia
- Gueorgui Milliar : Outiatine
- Emmanouïl Gueller
- Tatoul Dilakian